# Jan Robert Leegte
Jan Robert Leegte (1973) is een Nederlands kunstenaar die woont en werkt in Amsterdam. Hij behoort tot de eerste Nederlandse kunstenaars die vanaf de jaren '90 kunst maakten voor en door het internet. Tegenwoordig maakt hij zowel kunst in de vorm van websites als vertalingen daarvan naar offline media zoals prints, sculpturen en projecties. Een terugkerend thema in zijn werk is de sculpturale materialiteit van interfaces en computer programma's, zoals de grafische vormgeving van cursors en menubalken die werden vormgegeven om de gebruiker het gevoel te geven een fysieke knop in te drukken.

## Biografie
Jan Robert Leegte studeerde eerst architectuur aan de Technische Universiteit Delft voordat hij de overstap maakte naar de Willem de Kooning Academie in Rotterdam. Hier studeerde hij Fine Arts en Interaction Design. Sinds 1997 maakt hij kunst in de vorm van websites, die hij verbindt aan kunsthistorische bewegingen zoals minimalisme, Land Art en conceptualisme. Een voorbeeld hiervan is de recreatie van het iconische werk 'Spiral Jetty' (1970) van de Amerikaanse kunstenaar Robert Smithson, dat door Leegte werd nagebouwd binnen het platformspel Minecraft als manier om te laten zien wat de mogelijkheden zijn van online Land Art. Sinds 2002 vertaalt hij zijn online werk ook naar offline materialen, zo maakt hij bijvoorbeeld sculpturen en projecties en geeft op die manier een materialiteit aan online fenomenen, zoals scrollbalken en selectievakken.
Naast zijn kunstpraktijk geeft Leegte onder andere les aan de Koninklijke Academie van Beeldende Kunsten in Den Haag en de ArtEZ in Arnhem en verzorgt hij diverse lezingen en artist talks.

## Tentoonstellingen (selectie)
Recente tentoonstellingen:
- 'Van Gogh Inspires: Jan Robert Leegte', solotentoonstelling Van Goghmuseum (2021)
- 'Sans objet', online tentoonstelling Centre Pompidou (2021)
- 'Spatial Affairs', tentoonstelling Ludwig Museum (2021)

- 'INSIDE | OUTSIDE', solotentoonstelling bij Upstream Gallery (2020)
- 'Sculpting the Internet', solotentoonstelling bij Upstream Gallery (2017)
- 'On Digital Materiality', online solo tentoonstelling Carroll / Fletcher (2016)
- ‘Electronic Superhighway’, Whitechapel Gallery, London (2016)
- ‘Shifting Optics III’, Upstream Gallery, Amsterdam (2016)
- ‘Gym of Obsolete Technology’, W139, Amsterdam (2016)
- 'Expeditie Land Art', Kunsthal KAdE, Amersfoort (2015)
- 'Sublime Landscapes in Gaming', Rijksmuseum Twente, Enschede (2015)
- 'Born Digital', Museum of the Image, Breda (2014)